# Лусочниця мурашина
Лусочниця мурашина (Atelura formicaria) — дрібна безкрила комаха із ряду щетинохвостих. Мірмекофільний вид, що живе в гніздах мурашок.

## Поширення
Вид поширений на більшій частині Європи від Франції на заході до Криму на сході. Зрідка трапляється на північний захід аж до Бельгії,  у Нідерландах на захід аж до Бретані, але відсутній у Великій Британії. Найпівденніша межа ареалу знаходиться на острові Сицилія. У південній частині Центральної Європи вид, як правило, не вважається рідкісним, але не часто трапляється через прихований спосіб життя. У 2021 році вид зафіксований в саду будинку в місті Берлін — це найпівнічніша знахідка виду.

## Опис
Довжина тіла досягає приблизно 4-6 міліметрів, і тому вона лише вдвічі менша за довжину синантропних видів, що мешкають у Центральній Європі. Комаха має блідий колір, тіло густо вкрите блідо-жовтуватою, дещо металевою лускою. Очі повністю відсутні. Придатки тіла, як вусики, так і три хвостові відростки (церки та кінцева нитка), надзвичайно короткі. Тіло також коротке, черевце спереду завширшки тулуба і звужується до задньої частини, так що воно майже трикутне в плані.
Щетинок мало, на черевці в задніх кутах кожного сегмента є міцна щетина, характерні для багатьох лусочниць щетинкові гребінці не розвинені. На нижній стороні черевця на другому-дев'ятому сегменті є стилуси — парні грифелеподібні відростки, що йдуть назад до систем кінцівок.

## Спосіб життя
Лусочниці мурашині трапляються майже виключно всередині мурашників, лише дуже рідко поза ними. Вони вважаються коменсалами, які харчуються відходами в мурашнику. Однак іноді вони втручаються у взаємне харчування (трофалаксис) робочих мурашок і крадуть їхню їжу, тому вони принаймні частково є клептопаразитами. Лусочниці швидко бігають між мурашками, намагаючись уникнути прямого контакту. Якщо їх розпізнають мурахи, вони поводяться агресивно, можуть вбити мурашку, якщо їх загнати в кут. Тварини зазвичай довіряють своїй спритності та округлій формі тіла, яка пропонує мало точок атаки. Зазвичай у кожному мурашнику зустрічається лише кілька маленьких лусочниць, як правило, одна-три, рідко, особливо з дрібними видами мурах, такими як рід Pheidole.